# Hans Herrmann (Politiker, 1924)
Hans Herrmann (* 9. Januar 1924 in Kaiserslautern; † 16. September 2002 ebenda) war ein deutscher Politiker (SPD).

## Leben und Beruf
Nach dem Besuch der Volksschule und der weiterführenden Schule absolvierte er ein Lehrerstudium. 1942 war er Volksschullehrer. Von 1942 bis 1945 leistete er Kriegsdienst und war in Kriegsgefangenschaft.
Studium und Examen an der Heilpädagogischen Abteilung des Pädagogischen Instituts der Universität Mainz. Von 1948 bis 1960 arbeitete er als Sonderschullehrer in Kaiserslautern. 1960 wechselte er als Lehrer an die BBS in Kaiserslautern.

## Partei
Herrmann war seit 1947 Mitglied der SPD. Er war Mitglied des SPD-Bezirksausschusses der Pfalz, Mitglied des Bildungspolitischen Ausschusses beim Bundesparteivorstand und stellvertretender Vorsitzender des SPD-Unterbezirks Kaiserslautern.

## Abgeordneter
Herrmann war vom 21. Oktober 1967 bis 30. April 1971 sowie vom 18. Mai 1971 bis 17. Mai 1979 Mitglied des Rheinland-Pfälzischen Landtages. Er gehörte dem Landtag drei Wahlperioden an. Vom Oktober 1972 bis September 1978 war er Parlamentarischer Geschäftsführer der SPD-Landtagsfraktion. In der 6. Wahlperiode war er ab 29. Januar 1970 Vorsitzender des Kulturpolitischen Ausschusses. In der 7. Wahlperiode war er bis 16. Oktober 1972 Vorsitzender des Kulturpolitischen Ausschusses. In der 9. Wahlperiode war er Vorsitzender des Petitionsausschusses und Mitglied im Ältestenrat, dem Haushalts- und Finanzausschuss und dem Kulturpolitischen Ausschuss.
Von 1964 bis 1979 war er Mitglied des Stadtrats Kaiserslautern und dort zeitweise stellvertretender Fraktionsvorsitzender.
Er war 1974 Mitglied der 6. Bundesversammlung.

## Ehrungen
- Bundesverdienstkreuz Erster Klasse (1977)

## Sonstige Mitgliedschaften
Herrmann war seit 1946 Mitglied der GEW und Mitglied in den Kuratorien der Landeszentrale für politische Bildung, der Universität Trier-Kaiserslautern und der Universität Kaiserslautern. Darüber hinaus war er im Vorstand des Pfälzischen Verbands für freie Volksbildung und Landesvorsitzender des Verbands Deutscher Sonderschulen.